# Der Eisläufer
Der Eisläufer ist eine 1948 erschienene Sammlung von vier Erzählungen Georg Brittings.
(Eine Zahl in runden Klammern verweist auf die Seite in der Quelle.)

## Handlung

### Das Waldhorn
Der beamtete Jäger Anton, vor ein paar Jahren nach Rossöd zugezogen, tritt für den Einheimischen Xaver unvermutet, aus der Waldschlucht. Der unter der Bschöllwand stehende Xaver hebt den Stutzen gegen den Jäger. Anton schießt zuerst. Die Behörde erkennt die Pflichterfüllung des Jägers schriftlich an. Die meisten Rossöder strafen den Todesschützen aber mit Verachtung. Unter Antons Zimmerfenster im Forsthaus liegt der Rossöder Friedhof. Antons Blick fällt direkt auf Xavers Grab. Der vorgesetzte Förster bietet Anton ein anderes Zimmer an und spricht obendrein von der Versetzung Antons. Der Jäger lehnt beides ab. Er will aushalten. Am ersten Jahrestag nach dem Todesschuss suchen Rossöder Bauernburschen das Grab auf. Anton beobachtet durchs offene Fenster, wie einer der Burschen provozierend zu ihm hochgestikuliert und sodann auf seinem Waldhorn das Lieblingslied des Toten bläst. Anton schießt dem Bläser das Instrument aus der Hand und macht sich davon. Der Jäger wird ohne Rentenanspruch entlassen und verschwindet.

### Der Eisläufer
Der 13-jährige Ich-Erzähler darf seinen Vater im Winter auf einer Dienstfahrt begleiten. Während der Vater tagsüber dienstlich verhandelt, vertreibt sich der Junge die Zeit als Schlittschuhläufer. Nahe der holländischen Grenze findet er bei einer alten Stadt eine lange gewundene Straße vor, die sich prächtig zum Eislaufen eignet. Die Wintersonne meint es an dem Vormittag gut, als der Eisläufer, zusammen mit anderen Kindern, die lange Eisbahn ausgiebig probiert. Das erste Mal stutzt der junge Eisläufer, als unter seiner "Straße" ein kleiner, ins Eis eingefrorener Fisch, sichtbar wird. Der Läufer macht sich auf den Rückweg. In Stadtnähe dann jagt eine alte Frau Kinder von dem Eis, das nicht viel tauge. Da gewahrt der Eisläufer den Fluss, der unter dem Eis dahinrauscht. Das Eis beginnt zu brechen. Der Eisläufer legt sich auf den Bauch und steht Todesängste aus. Ein Fischschwarm unter ihm wird ständig größer, erwartet ihn. Der herbeieilende Vater rettet den Knaben; verhindert beherzt die Reise des Eisläufers mit den Fischen in die Tiefe.

### Der Sturz in die Wolfsschlucht
Widerwillig macht der halbwüchsige Ich-Erzähler bei Sommerhitze den elterlichen Sonntagsausflug in den schattigen Biergarten Wolfsschlucht vor den Toren der Stadt mit. Mürrisch denkt er an die am nächsten Morgen bevorstehende Geometriearbeit und lenkt sich durch Blumenpflücken ab. Dabei wagt er sich zu weit vor und stürzt in die Schlucht. Zu seinem Glück kommt er mit einem Armbruch davon und kann anderntags die Geometrie meiden.

### Der Fisch
Während eines trockenen Sommergewitters sammelt der Ich-Erzähler, ein Schuljunge, einen Eimer voll Kastanien. Der Sturm hat die Früchte heruntergerissen. Der Junge begegnet dem Fischer-Jakl, einen alten Einsiederl, den der Junge mehrfach geneckt hat. Der Erzähler fürchtet Bestrafung und schenkt dem Alten notgedrungen die Kastanien. Er bekommt dafür einen großen Fisch, muss sich aber derb an den Ohren ziehen lassen. Der Junge nimmt Reißaus, trifft seinen Freund Martin, tauscht den Fisch gegen eine Pfeife und muss sich dafür daheim vom Vater Schelte gefallen lassen.

## Rezeption
Curt Hohoff nennt den „immer klar bleibenden Stil kunstvoll verschraubt“ und betrachtet ihn als „ein süddeutsch-barockes Erbteil“.